# Berlandina kolosvaryi
Berlandina kolosvaryi är en spindelart som beskrevs av Lodovico di Caporiacco 1947. Berlandina kolosvaryi ingår i släktet Berlandina och familjen plattbuksspindlar. Inga underarter finns listade.